# María Dolores Gorostiaga
María Dolores Gorostiaga Saiz (Vioño de Piélagos [município de Piélagos], 4 de fevereiro de 1957), conhecida como Dolores Gorostiaga e Lola Gorostiaga, é uma política e historiadora espanhola do Partido Socialista da Cantábria (a federação regional do Partido Socialista Operário Espanhol). Entre 2003 e 2011 foi vice-presidente da comunidade autónoma da Cantábria e entre 2015 e 2019 foi presidente do Parlamento da Cantábria.